# 战略 (莫里斯)

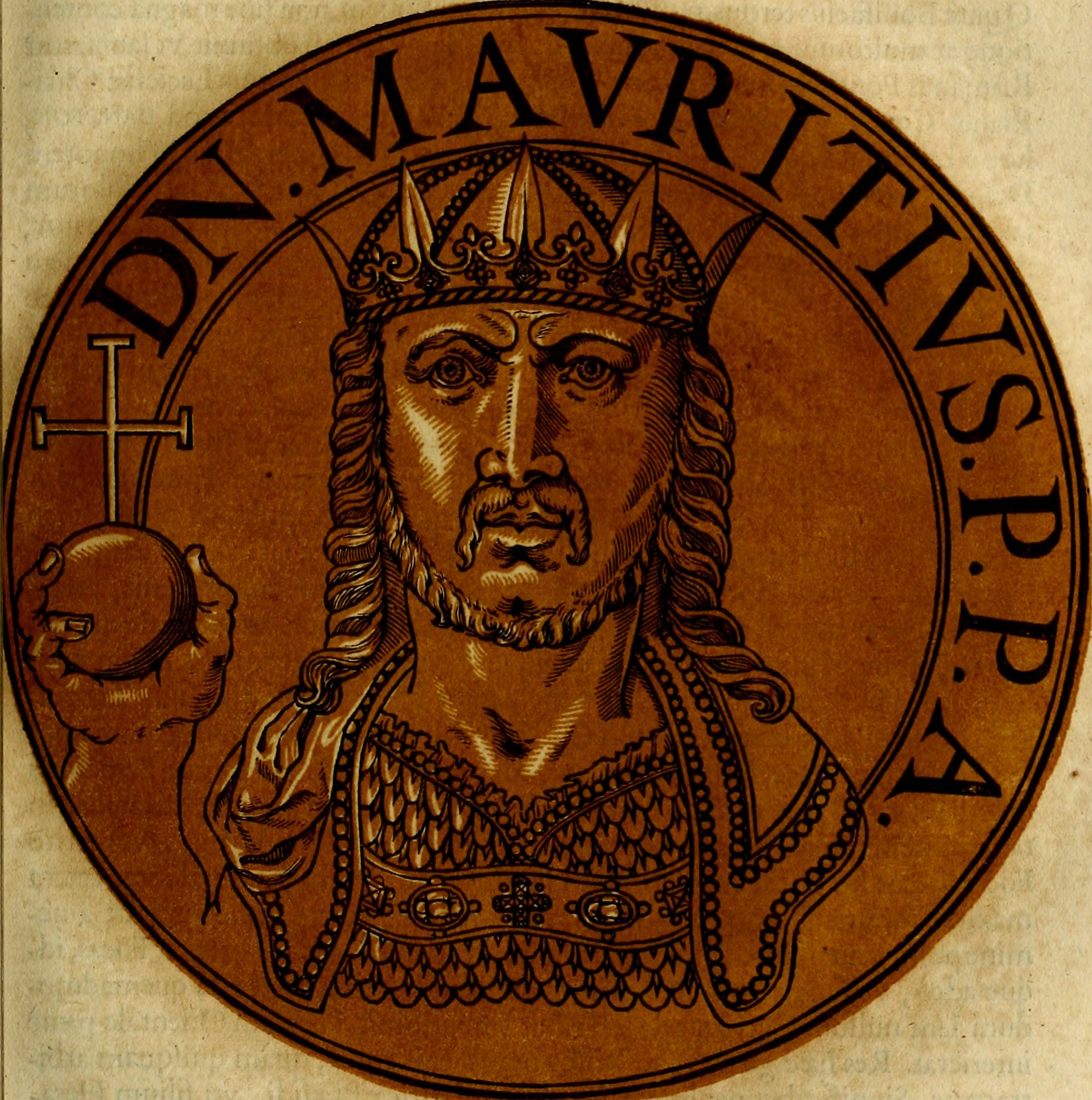
莫里斯皇帝肖像

《战略》（羅馬化：Strategikon）是一部被认为由拜占庭皇帝莫里斯写于古典时代晚期（6世纪）的战争手册。

## 概述
该著作是一部实用的手册，根据其作者莫里斯所言，这是“[...]为那些献身于将道的人们写的一部适当的入门读物或手册”，来作为拜占庭战争艺术的通用指引或手册。乔治·丹尼斯在其1984年译本的序言中写道：“《战略》一书以非常直白且简单明了的希腊语写成。”
《战略》可能写于莫里斯在提比略二世时期对軍隊进行改革之时。然而该书的确切作者在学者中仍有争议。莫里斯或许只是委托他人写的这部书，或许是其弟彼得，或更有可能是其他的将领才是真正的作者。成书的时间也有争议，如果是6世纪，那么它有可能是为了分析和反思巴尔干和波斯的战役而作，亦有可能这些战役已经遵照着这部手册来了。然而，自19世纪末期起，一些历史学家发觉了语文学及技术上的矛盾之处, 主张其晚至8到9世纪才出版。无论如何，该著作被认为是中世纪拜占庭时期最著名的军事文书之一，与拜占庭皇帝利奥六世的《战术》、尼基弗鲁斯·福卡斯的《论冲突》与《军事规范》等军事论述齐名。利奥的《战术》一书也极大地参考了《战略》。
全书共有十二章，涉及了公元6和7世纪拜占庭军队采用的战略和战术的诸多方面。其内容主要集中于骑兵战术与阵法，另有几个章节详细阐述步兵、围攻、后勤、训练及行军的问题。作者熟识古代军事论述，尤其是欧纳桑德和埃利安的著作，不过他只是将其用作概念模型，而非内容来源。每本书都侧重于一个大的主题。层次不同的小节再进行进一步的详细介绍，并附有地图。这些地图主要是用基础符号标示各单位的位置的草图，用于强调那个时代拜占庭军队阵型和行军的标准设计。第七和第八章以指令与军事格言的形式为将领提供实用的建议。第十一章引起了民族志研究者的兴趣，其描述了许多拜占庭帝国的敌人，如法蘭克人、伦巴第人、阿瓦尔人、突厥人和斯拉夫人。该书还提及并成为了军法和拜占庭法律文献的代表，因为它包含了违反军规的清单及其相应的处罚。

## 内容
| 章       | 标题                                     | 概要 |  |
| -------- | ---------------------------------------- | --- |  |
|          | 引子                                     | |  |
| 第一章   | 概述                                     | 该章包含了拜占庭军队起源的大量信息，以及分配、编组、军规、惩戒的具体信息。其对下列主题进行了详细的介绍，以确保不会对拜占庭军队的总体方面产生混淆，包括：士兵的个人训练与操演、骑兵所需的武器与基本装备、军官与士兵的各种称呼、军队的组织与军官的分配、营级指挥官如何挑选下级军官并将士兵编入行、对部队宣讲的军规中的罪行、对军官宣讲的军规中的罪行、军队中的惩罚、以及无敌军行动的情况下在国内领土有序行军要求等。 |  |
| 第二章   | 骑兵战斗队形                             | 这些章节涵盖了骑兵和骑兵营的阵型，并附有草图来展示这些阵型，其中使用了诸多图形和字符标示各个兵员类型。这些章节涵盖了从使用多线阵型而不是较长的单线阵型的策略，到行的编组，再到骑兵营各个阵型等主题。这些章节还讨论了拥有骑兵以及骑兵在特定战斗类型中的重要性。 |  |
| 第三章   | 骑兵营的阵型                             | 这些章节涵盖了骑兵和骑兵营的阵型，并附有草图来展示这些阵型，其中使用了诸多图形和字符标示各个兵员类型。这些章节涵盖了从使用多线阵型而不是较长的单线阵型的策略，到行的编组，再到骑兵营各个阵型等主题。这些章节还讨论了拥有骑兵以及骑兵在特定战斗类型中的重要性。 |  |
| 第四章   | 伏击                                     | 该章讨论了骑兵与骑兵营在伏击时所采用的各个阵型，还涵盖了防止伏击的阵型。 |  |
| 第五章   | 行李纵列                                 | 该章讨论了行李纵列作用、战斗时留在后方的原因、战斗时后方营地位置要求、行李纵队的保护等。 |  |
| 第六章   | 各种战术和相关训练                       | 第六章包含了军队当时用来正确训练单兵的战术和演习方法。使得士兵们获得了关于战争的武器、战术、行动和策略所需的全部知识。第七章重点介绍了将领在参与一场战役之前必须考虑的各个战略要点。此后的第八章涵盖了莫里斯皇帝及其行政官员们向将军们发出的指导的细节。 |  |
| 第七章   | 将道：将军必须考虑的要点                 | 第六章包含了军队当时用来正确训练单兵的战术和演习方法。使得士兵们获得了关于战争的武器、战术、行动和策略所需的全部知识。第七章重点介绍了将领在参与一场战役之前必须考虑的各个战略要点。此后的第八章涵盖了莫里斯皇帝及其行政官员们向将军们发出的指导的细节。 |  |
| 第八章   | 总体指导及军事格言                       | 第六章包含了军队当时用来正确训练单兵的战术和演习方法。使得士兵们获得了关于战争的武器、战术、行动和策略所需的全部知识。第七章重点介绍了将领在参与一场战役之前必须考虑的各个战略要点。此后的第八章涵盖了莫里斯皇帝及其行政官员们向将军们发出的指导的细节。 |  |
| 第九章   | 奇袭                                     | 这些章节包括了拜占庭军队当时使用的奇袭和围城策略。其涵盖了军队对敌人进行奇袭或在避免战斗的情况下蹂躏敌人土地的不同策略。 |  |
| 第十章   | 围攻                                     | 这些章节包括了拜占庭军队当时使用的奇袭和围城策略。其涵盖了军队对敌人进行奇袭或在避免战斗的情况下蹂躏敌人土地的不同策略。 |  |
| 第十一章 | 各民族的特点和战术                       | 第十章和第十一章包括了步骑混合用法以及阵型，并解释了步骑在阵中的时候其他军队的工作。 在第十章中，作者还专门从军事角度讲述了各个不同民族的敌人生活的所有有用、必需且重要的要点。并讲述了波斯人，阿瓦尔人、突厥人等斯基泰民族，法兰克人、伦巴第人等浅发民族，斯拉夫人、安特人以及其他相似民族的特点、战术、应对方法等。                                                                                              |  |
| 第十二章 | 步骑混合阵型、步兵阵型、营地图示以及狩猎 | 第十章和第十一章包括了步骑混合用法以及阵型，并解释了步骑在阵中的时候其他军队的工作。 在第十章中，作者还专门从军事角度讲述了各个不同民族的敌人生活的所有有用、必需且重要的要点。并讲述了波斯人，阿瓦尔人、突厥人等斯基泰民族，法兰克人、伦巴第人等浅发民族，斯拉夫人、安特人以及其他相似民族的特点、战术、应对方法等。                                                                                              |  |

## 总结
军事历史学家们认为《战略》是营级单位（希腊语：Tagma）兵种协同最早的复杂理论。但是因为有抄袭古希腊和罗马作家，如战术家埃涅阿斯、阿里安、波利比烏斯的军事论述的传统，历史学家仍在质疑和争论《战略》、《战术》、《战术总集》、《军事规范》以及其他这些资料的有效性。《战略》一书也证实了拉丁语对拜占庭战争术语的持久影响，并表明直至公元600年左右拉丁语依旧是帝国军队指令的官方语言